# Liste der Naturdenkmale in Wörrstadt
Die Liste der Naturdenkmale in Wörrstadt nennt die im Gemeindegebiet von Wörrstadt ausgewiesenen Naturdenkmale (Stand 29. Februar 2024).

## Naturdenkmale
| Nr.         | Bezeichnung                         | Lage                                                   | Beschreibung | Bild                                    |
| ----------- | ----------------------------------- | ------------------------------------------------------ | --- | --------------------------------------- |
| ND-7331-378 | Eichen an der evangelischen Kirche  | Rommersheim, Hauptstraße, bei Nr. 8 Lage               | Quercus sp., zwei Bäume - Die als „Gedächtniseiche“ bezeichnete Stieleiche (Quercus robur) wurde am 19. Oktober 1913 zur Erinnerung an die Völkerschlacht bei Leipzig (16. bis 19. Oktober 1813) gepflanzt. - Die Stieleiche zwischen dem alten Rathaus und der Kirche wurde wahrscheinlich als Friedenseiche in den 1870er Jahren gepflanzt und erinnert an den Sieg im Deutsch-Französischen Krieg 1870 und die Reichsgründung 1871. | Fotos hochladen                         |
| ND-7331-430 | Speierling In der Hecke             | Rommersheim, südlich des Ortes; Flur In der Hecke Lage | Sorbus domestica | Direkt Bild zu diesem Denkmal hochladen |
| ND-7331-431 | Lindenallee am Bahnhof              | Wörrstadt, Bahnhofstraße Lage                          | Tilia sp., zehn Bäume | Direkt Bild zu diesem Denkmal hochladen |
| ND-7331-443 | Eiche in der Friedrich-Ebert-Straße | Wörrstadt, Friedrich-Ebert-Straße, bei Nr. 65 Lage     | Quercus robur | Direkt Bild zu diesem Denkmal hochladen |
| ND-7331-449 | Speierling In den Sandäckern        | südlich des Ortes; Flur Sandäcker Lage                 | Sorbus domestica | Direkt Bild zu diesem Denkmal hochladen |
| ND-7331-465 | Effenkranz                          | Wörrstadt, den Ortskern umgebend Lage                  | flächenhaftes Naturdenkmal, vier Teilflächen; Abschnitte der ehemaligen Dorfbefestigung mit Graben und Verhau aus Ulmen; auch Kulturdenkmal | Direkt Bild zu diesem Denkmal hochladen |
| ND-7331-466 | Baumgruppe Im Neuborn               | Wörrstadt, südwestlich des Ortes; Flur Neuborn Lage    | flächenhaftes Naturdenkmal | Fotos hochladen                         |

## Ehemalige Naturdenkmale
| Nr. | Bezeichnung | Lage                                                    | Beschreibung                                                             | Bild                                    |
| --- | ----------- | ------------------------------------------------------- | ------------------------------------------------------------------------ | --------------------------------------- |
|     | Klauer      | Rommersheim, am südlichen Ortsrand Lage                 | Baumgruppen aus Quercus sp. und Ulmus minor; Rechtsverordnung aufgehoben | Direkt Bild zu diesem Denkmal hochladen |
|     | Effengruppe | Rommersheim, In den Effen, bei Nr. 10 Lage              | Ulmus minor, mehrere Bäume; Rechtsverordnung aufgehoben                  | Direkt Bild zu diesem Denkmal hochladen |
|     | Effengruppe | Rommersheim, Hauptstraße, hinter Nr. 31/33 Lage         | Ulmus minor, mehrere Bäume; Rechtsverordnung aufgehoben                  | Direkt Bild zu diesem Denkmal hochladen |
|     | Effengruppe | Rommersheim, am südlichen Ortsrand (Bereich Am Somborn) | Ulmus minor, mehrere Bäume; Rechtsverordnung aufgehoben                  | Direkt Bild zu diesem Denkmal hochladen |